# マニアック・コップ
『マニアック・コップ』（原題：MANIAC COP）は、アメリカで製作されたホラー映画である。日本未公開。
本項では、その続編2作品についても記す。

## 概要
次々と殺人を犯す警察官を主役に、彼と彼の殺人を阻止しようとする警察官の対決を描いている。
1988年に第1作がアメリカで劇場公開され、1990年に第2作がビデオスルー作品としてビデオカセットで発売、1993年に第3作がビデオスルー作品でリリースされた後、HBOでテレビ放送された。日本はこの逆で、第1作のみ劇場未公開で、後続2作品は小規模ながら劇場公開されている。
第1作のテレビ放映時には『地獄のマッド・コップ』の邦題がつけられ、放送局からの要望によりオリジナルに追加シーンが編集されたものが放映された。

## マニアック・コップ/地獄のマッド・コップ

### あらすじ
夜のニューヨークで警察官の制服を着た大男による連続殺人事件が発生。市警のマクレー刑事は捜査の結果マット・コーデル巡査による犯行であると突きとめるが……。

### スタッフ
- 監督：ウイリアム・ラスティグ（英語版）
- 脚本：ラリー・コーエン
- 製作総指揮：ジェームズ・グリッケンハウス
- 音楽：ジェイ・チャタウェイ（英語版）

### キャスト
| 役名                     | 俳優                         | 日本語吹替 |
| ------------------------ | ---------------------------- | ---------- |
| ジャック・フォレスト巡査 | ブルース・キャンベル         | 池田秀一   |
| テレサ・マロリー巡査     | ローレン・ランドン           | 小山茉美   |
| フランク・マクレー警部補 | トム・アトキンス             | 石田太郎   |
| リプリー署長             | ウィリアム・スミス           | 大塚周夫   |
| パイク本部長             | リチャード・ラウンドトゥリー | 田中信夫   |
| マット・コーデル巡査     | ロバート・ツダール           |            |
| 市会議員                 | ニック・バーバロ             |            |
| ラブジョイ刑事           | ルー・ボナッキ               | 増岡弘     |
| エレン・フォレスト       | ヴィクトリア・キャトリン     | 土井美加   |
| サリー・ノーランド巡査   | シェリー・ノース             | 野沢雅子   |
| クランシー               | ジェームズ・ディクソン       | 池田勝     |
| ドクター・グルーバー     | エリック・ホランド           | 増岡弘     |
| 検死官                   | バリー・ブレナー             | 大塚芳忠   |
| レジーナ                 | ニーナ・アーヴセン           | 高島雅羅   |
| キャシー・フィリップス   | ジル・ギャツビー             | 弘中くみ子 |
| ファウラー巡査           | ロッキー・ジョルダーニ       | 秋元羊介   |
| ブレマー                 | コリー・ユーバンクス         | 大塚芳忠   |
| サム                     | バーニー・ポック             | 関俊彦     |
| ミュージシャン           | ルーク・ウォルター           |            |
| ナンシー                 | マーシャ・カー               | 深見梨加   |
| TVレポーター             | サム・ライミ                 | 納谷六朗   |

日本放映版（追加シーン）
| 役名         | 俳優                   | 日本語吹替 |
| ------------ | ---------------------- | ---------- |
| ジェリー市長 | ケン・ラーナー         | 羽佐間道夫 |
| 側近         | レオ・ロッシ           |            |
| クランシー   | ジェームズ・ディクソン | 池田勝     |

| 小島敏彦 | 嶋俊介 | 松本保典 | 津久井教生 | 瀬畑奈津子 |

- 日本語吹替 - 初放送1989年6月25日 テレビ朝日 『日曜洋画劇場』 ※ハピネットより発売のHDニューマスター版Blu-ray、DVDに収録

## マニアック・コップ2

### あらすじ
死んだと思われていたコーデルは再びニューヨークで連続殺人を起こす。フォレスト巡査とマロリー巡査を殺害し、復讐を果たしていく。そしてコーデルは自分を死へと追いやった囚人たちがいる刑務所へと乗り込んでいく。

### スタッフ
- 監督：ウイリアム・ラスティグ
- 脚本：ラリー・コーエン
- 撮影：ジェームズ・ローモ
- 音楽：ジェイ・チャタウェイ

### キャスト
| 役名                     | 俳優                       | 日本語吹替 |
| ------------------------ | -------------------------- | ---------- |
| ショーン・マキニー中尉   | ロバート・ダヴィ           | 樋浦勉     |
| スーザン・ライリー巡査   | クラウディア・クリスチャン | 弘中くみ子 |
| エドワード・ドイル       | マイケル・ラーナー         | 小林修     |
| ジャック・フォレスト巡査 | ブルース・キャンベル       | 池田秀一   |
| テレサ・マロリー巡査     | ローレン・ランドン         | 小山茉美   |
| マット・コーデル         | ロバート・ツダール         |            |
| スティーブン・ターケル   | レオ・ロッシ               | 金尾哲夫   |
| ラブジョイ刑事           | ルー・ボナッキ             | 福田信昭   |

| 深見梨加   | 伊井篤史 | 島田敏     | 飯塚昭三 | 小室正幸   |
| 峰恵研     | 小島敏彦 | 沢木郁也   | 糸博     | 稲葉実     |
| 田原アルノ | 幹本雄之 | 久保田民絵 | 小形満   | 小川里永子 |

- 日本語吹替 - 初放送1993年1月31日 テレビ朝日 『日曜洋画劇場』

## マニアック・コップ3/復讐の炎

### あらすじ
ニューヨーク市警察のサリバン刑事は薬局に立てこもった犯人を確保したものの、人質に扮していた仲間によって銃弾を受け危篤状態に陥ってしまう。この模様を録画していた特ダネ屋が「警察官による無謀な発砲で一般市民を射殺した」と改変してテレビ局に売りつけたためサリバン刑事への批判が集中する。黒魔術師による呪いによってこの世に舞い戻ったコーデルはサリバンを陥れた人物に対して復讐を開始する。

### スタッフ
- 監督：ウイリアム・ラスティグ（アラン・スミシー名義）
- 脚本：ラリー・コーエン
- 撮影：ジャック・ハイトキン（英語版）
- 美術：クラーク・ハンター
- 音楽：ジョエル・ゴールドスミス

### キャスト
| 役名                     | 俳優                         | 日本語吹替 |
| ------------------------ | ---------------------------- | ---------- |
| ショーン・マキニー中尉   | ロバート・ダヴィ             | 樋浦勉     |
| マット・コーデル         | ロバート・ツダール           |            |
| スーザン・ファウラー医師 | ケイトリン・ダラニー         | 日野由利加 |
| ケイト・サリバン巡査     | グレッチェン・ベッカー       | 湯屋敦子   |
| ハンク・クーニー         | ポール・グリーソン           |            |
| フランク・ジェサップ     | ジャッキー・アール・ヘイリー |            |

| 藤本譲     | 飯塚昭三   | 牛山茂   | 田原アルノ | 辻親八   |
| 真地勇志   | 宝亀克寿   | 大川透   | 中田和宏   | 小山武宏 |
| 佐藤しのぶ | 定岡小百合 | 梅津秀行 | 麻丘夏未   | 長島雄一 |
| 佐藤ユリ   | 保志総一朗 |          |            |          |

- 日本語吹替 - 初放送1996年3月14日 テレビ東京 『木曜洋画劇場』

## 登場人物

### マット・コーデル
本作の主人公。演じるのは3作ともロバート・ツダール。尋問の前に発砲というスタイルでニューヨーク市警の腕利き刑事だった。しかし彼の捜査するマフィアと政界の癒着の暴露を恐れた市長が彼を罠にはめ逮捕。裁判で有罪となり（判事が買収されていたことが後に発覚）彼がかつて逮捕した犯罪者がいる刑務所送りとなってしまう。そこで囚人の襲撃を受け、顔を切り刻まれ殺害されてしまう。
監察医の元に運ばれた彼の遺体だったが突然心臓が動き出し、脳死状態で生還する。このまま再び刑務所に彼を戻すことをためらった監察医がコーデルの恋人に連絡し、死体引取りとして生きたまま棺に入れ刑務所外へと送り出してしまう。その後コーデルは自分を罠にはめた市長や警察組織に対し復讐を開始するのだった。
常に警察官の制服を着たまま行動する。警察官の装備である拳銃・手錠は殺人の道具として利用し、警棒は改造され中には剣が仕込まれている。

## 余談
第1作及び2作には、サム・ライミがそれぞれテレビレポーター・ニュースキャスター役として出演している。

## ドラマ版
2019年にHBOがミニシリーズのドラマ版の製作を発表、ニコラス・ウィンディング・レフンとジョン・ハイアムズが監督を務めることが決定した。